# Adam Levy (Schauspieler)

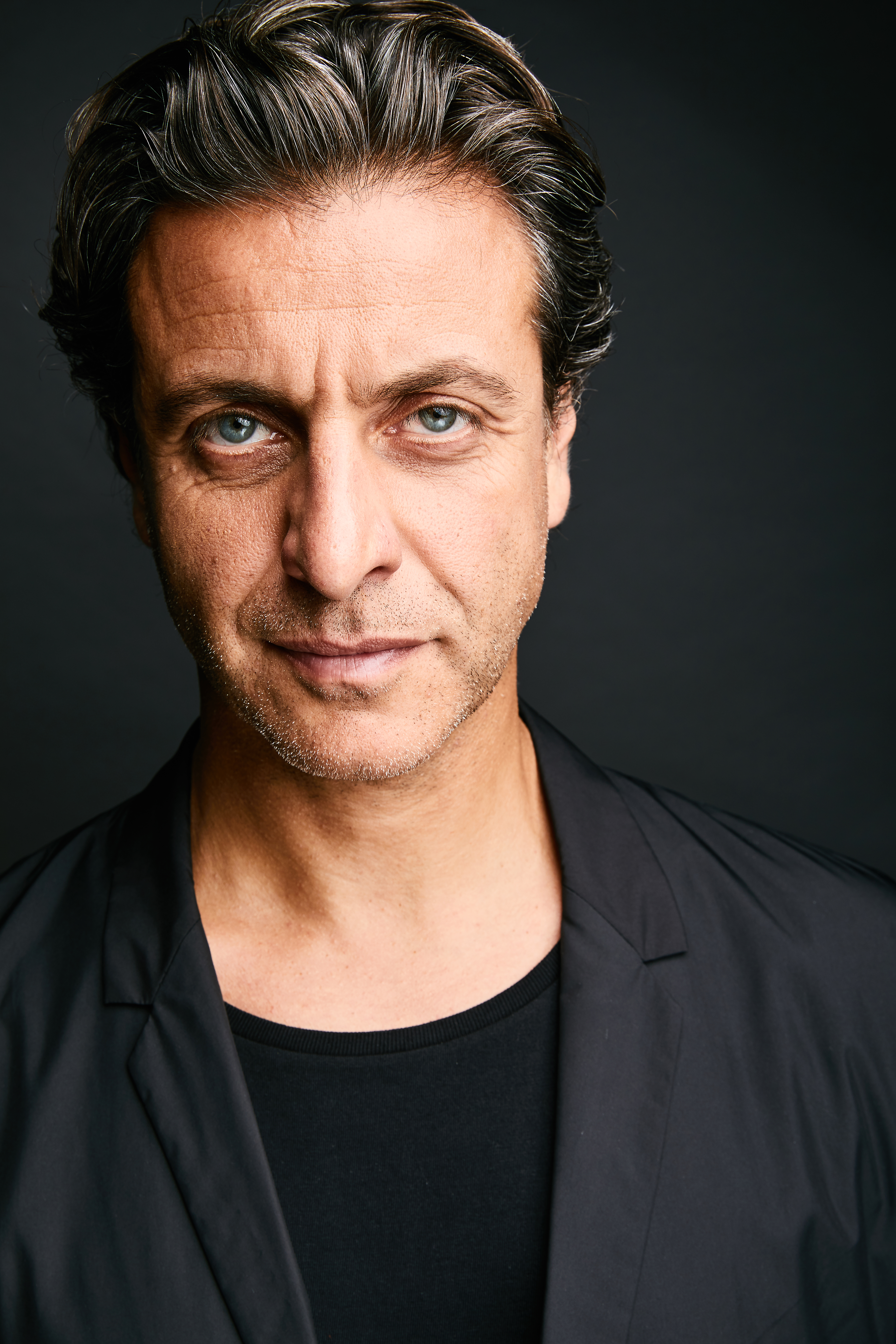
Adam Levy (2018)

Adam Levy (* 5. Dezember 1970 in England) ist ein britischer Theater- und Filmschauspieler.

## Leben
Der jüdische Levy wurde in England geboren, wo er auch aufwuchs. Er absolvierte seine Schauspielausbildung an der Royal Academy of Dramatic Art (RADA) in London. Er war jahrelanges Mitglied des Royal National Theatre und der Royal Shakespeare Company.
Mit 21 Jahren gab er sein Bühnendebüt, 1995 war er in einer Episode der Fernsehserie Chiller erstmals in einer Fernsehproduktion involviert. In den nächsten Jahren folgten weitere Episodenrollen in britischen Fernsehserien. 2000 hatte er im Blockbuster Gladiator eine Nebenrolle. 2006 durfte er in einer Episode der Fernsehserie Doctors eine Charakterrolle übernehmen. 2015 verkörperte er in der Fernsehserie A.D.: Rebellen und Märtyrer die Rolle des Peter in insgesamt 12 Episoden. Jüngere Bekanntheit erlangte er seit 2019 durch seine Darstellung des Mousesack in der Netflix-Original-Serie The Witcher.

## Filmografie
- 1995: Chiller (Fernsehserie, Episode 1x01)
- 1996: Call Red (Fernsehserie, Episode 1x05)
- 1997: McCallum – Tote schweigen nicht (McCallum) (Fernsehserie, Episode 1x02)
- 1998: The Governess
- 2000: Being Considered
- 2000: Das zehnte Königreich (The 10th Kingdom) (Mini-Fernsehserie, 2 Episoden)
- 2000: Gladiator
- 2003: Sin Eater – Die Seele des Bösen (The Order)
- 2005: Rom (Fernsehserie, Episode 1x09)
- 2006: Doctors (Fernsehserie, Episode 8x60)
- 2006: A Harlot’s Progress (Fernsehfilm)
- 2009: The Philanthropist (Fernsehserie, Episode 1x08)
- 2010: Holby City (Fernsehserie, Episode 12x20)
- 2010: Lewis – Der Oxford Krimi (Lewis) (Fernsehserie, Episode 4x04)
- 2011: Söldner – Gesetzlos und gefürchtet (Mercenaries)
- 2011: Threesome (Fernsehserie, Episode 1x07)
- 2011: Young James Herriot (Mini-Fernsehserie, Episode 1x03)
- 2012: Coronation Street (Fernsehserie, 3 Episoden)
- 2014: Ich. Darf. Nicht. Schlafen. (Before I Go to Sleep)
- 2014: Borgia
- 2015: A.D.: Rebellen und Märtyrer (A.D.: The Bible Continues) (Fernsehserie, 12 Episoden)
- 2017: Der junge Inspektor Morse (Endeavour) (Fernsehserie, Episode 4x04)
- 2017: Snatch (Fernsehserie, 2 Episoden)
- 2017: George Gently – Der Unbestechliche (Inspector George Gently) (Fernsehserie, Episode 8x02)
- 2017: 8 Days That Made Rome (Fernsehserie, Episode 1x01)
- 2017: Knightfall (Fernsehserie, Episode 1x01)
- 2018: The Jump (Kurzfilm)
- 2018: Supergirl (Fernsehserie, Episode 4x05)
- 2018: A Christmas in Royal Fashion (Fernsehfilm)
- 2019: Music, War and Love
- seit 2019: The Witcher (Fernsehserie)